# Bruno Schulz (Meereskundler)

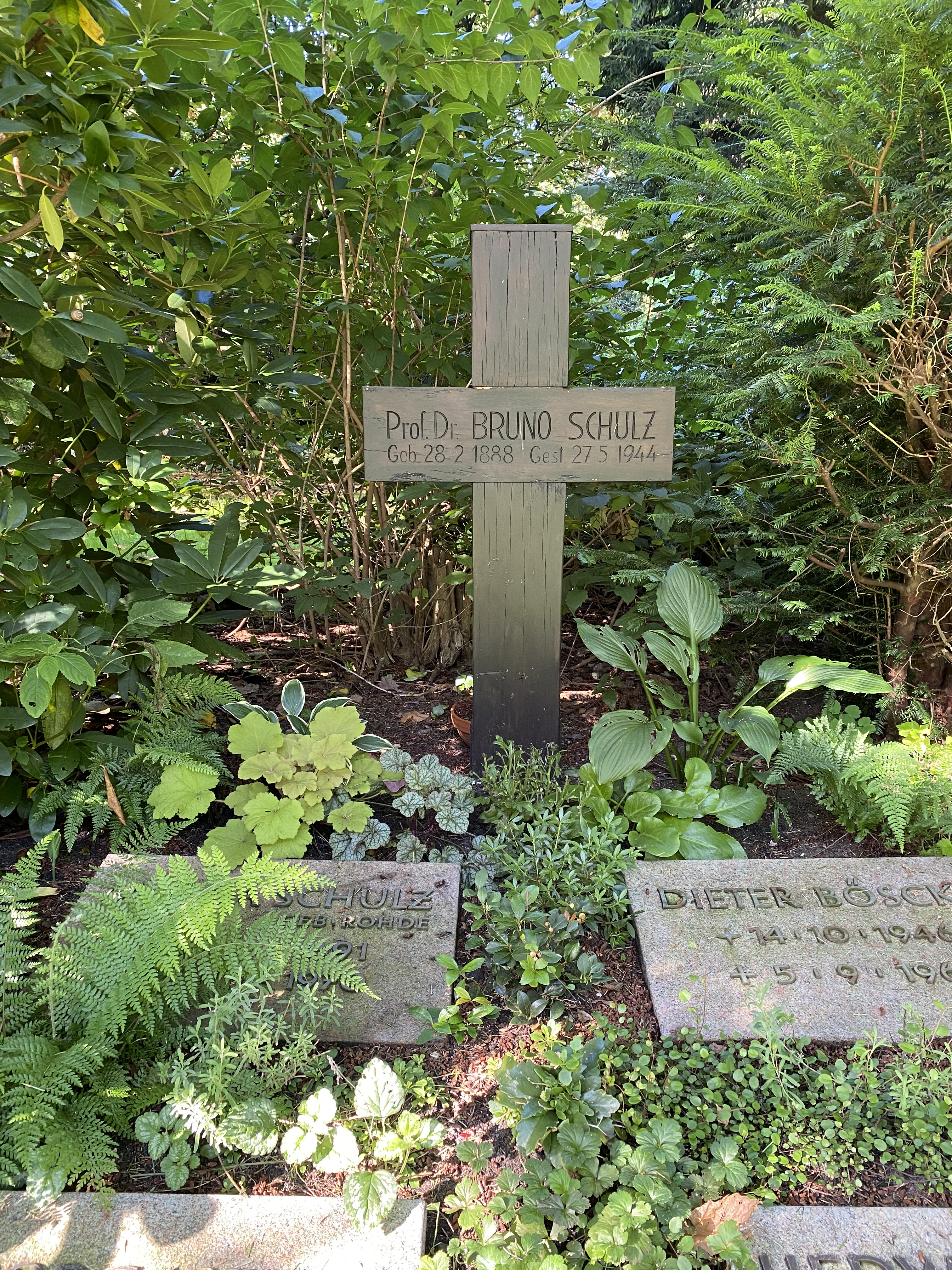
Grabstätte Bruno Schulz auf dem Friedhof Ohlsdorf

Bruno Claus Heinrich Schulz (* 28. Februar 1888; † 27. Mai 1944) war ein deutscher Meereskundler.

## Leben
Schulz promovierte und wurde Hydrograph an der Deutschen Seewarte in Hamburg. 1911 unternahm er eine Forschungsreise an Bord der Möwe. Von 1915 bis 1918 untersuchte er die hydrographischen Verhältnisse vor der flandrischen Küste. 1926 wurde er Honorarprofessor an der Universität Hamburg und 1938 dort ordentlicher Professor für Meereskunde. Bereits seit dem 1. Mai 1938 war er Mitglied der NSDAP. 1941 wurde er zum Mitglied der Deutschen Akademie der Naturforscher Leopoldina gewählt. Seine Schriften befassen sich hauptsächlich mit hydrographischen Untersuchungen in der Nord- und Ostsee. Im Zusammenhang mit der Einrichtung und dem Betrieb der Wetterstationen der Wehrmacht in der Arktis hielt Schulz sich während des Zweiten Weltkriegs in Trondheim auf und begleitete die Aufklärungsflüge der III. Gruppe des Kampfgeschwader 40, um vor Ort die Eislage in den arktischen Gewässern zu beurteilen.
Bruno Schulz verstarb 56-jährig an den Folgen einer Operation, der Folge „einer Krankheit, die er sich im Kriegseinsatz auf Erkundungsflügen im Nord- und Polarmeer zugezogen hatte“. Er wurde auf dem Hamburger Friedhof Ohlsdorf beigesetzt. Die Grabstätte liegt im Planquadrat Bm 59 nahe der Mittelallee.

## Schriften (Auswahl)
- Die Strömungen und die Temperaturverhältnisse des Stillen Ozeans nördlich von 40 ̊N-BR. einschließlich des Bering-Meeres. Dissertation, Göttingen 1911. Auch veröffentlicht in: Annalen der Hydrographie und maritimen Meteorologie. Jg. 39, 1911.
- mit Gerhard Schott und Paul Perlewitz: Die Forschungsreise S. M. S. „Möwe“ im Jahre 1911. Hammerich & Lesser, Hamburg 1914.
- Hydrographische Untersuchungen im Bereiche der flandrischen Küste 1915–1918. Teil 1: Die periodischen und unperiodischen Schwankungen des Mittelwasserstandes an der flandrischen Küste. Habilitationsschrift, Hamburg 1920.
- Die deutsche Nordsee, ihre Küsten und Inseln. Velhagen & Klasing, Bielefeld 1928 (2. Auflage 1937, urn:nbn:de:bsz:14-db-id19058603740).
- Die deutsche Ostsee, ihre Küsten und Inseln mit Einschluss von Bornholm, Öland und Gotland. Velhagen & Klasing, Bielefeld und Leipzig 1931, urn:nbn:de:bsz:14-db-id19058574709.